# Balasana
Balasana (zapis stylizowany: BALASANA) – trzeci singel polskiego piosenkarza Sobla z jego trzeciego albumu studyjnego, zatytułowanego Napisz jak będziesz. Singel został wydany 10 kwietnia 2025.

## Geneza utworu i historia wydania
Utwór napisali i skomponowali Szymon Sobel i Szymon Frąckowiak, który również odpowiada za produkcję utworu.
Singel ukazał się w formacie digital download 10 kwietnia 2025 w Polsce za pośrednictwem wytwórni płytowej Def Jam Recordings w dystrybucji Universal Music Polska. Piosenka została umieszczona na trzecim albumie studyjnym Sobla – Napisz jak będziesz.

## Teledysk
Do utworu powstał teledysk w reżyserii Kuby Grabowskiego i Martyny Rychlińskiej, który udostępniono 11 kwietnia 2025 za pośrednictwem serwisu YouTube. W klipie wystąpiła Zofia Jastrzębska.

## Lista utworów
- Digital download[2]

1. „Balasana” – 2:32

## Notowania

### Pozycje na listach sprzedaży
| Kraj   | Lista (2025)             | Najwyższa pozycja |
| ------ | ------------------------ | ----------------- |
| Polska | Billboard Poland Songs   | 5                 |
| Polska | OLiS – single w streamie | 5                 |